# 薩德爾巴克角

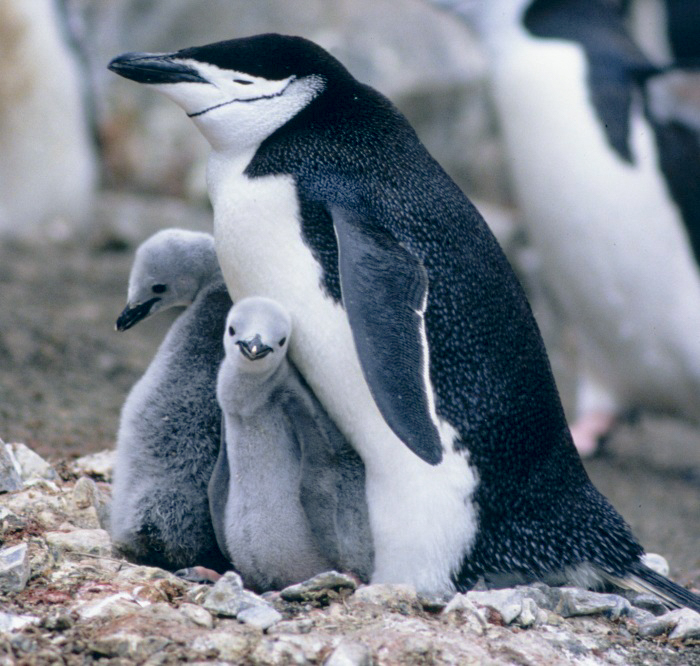

薩德爾巴克角（英語：Saddleback Point）是南極洲的海岬，位於南設得蘭群島的象島北岸，處於懷爾德角以西2公里，該海岬被國際鳥盟列為重點鳥區，是約10,000雙南極企鵝的棲息地，現時由南極條約體系管理。
61°06′S 54°54′W / 61.100°S 54.900°W